# Brian Yuzna
Brian Yuzna, né le 30 août 1949 aux Philippines, est un producteur, réalisateur et scénariste américain.
Il a principalement œuvré dans le domaine de l'horreur, et quelquefois de la science-fiction.

## Biographie
Yuzna est née à Manille, Philippines, de parents américains. Tout comme Stuart Gordon, dont il a produit plusieurs des films, Brian Yuzna est un grand admirateur de H. P. Lovecraft, dont il a adapté plusieurs des livres à l'écran comme réalisateur ou producteur (Re-Animator, Aux portes de l'au-delà, Castle Freak, Necronomicon, Dagon).

## Filmographie

### Réalisateur
- 1989 : Society
- 1990 : Re-Animator 2 (Bride of Re-Animator)
- 1990 : Douce nuit, sanglante nuit 4 : L'Initiation
- 1993 : Le Retour des morts-vivants 3 (Return of the Living Dead III)
- 1993 : Necronomicon (H.P. Lovecraft's: Necronomicon)
- 1996 : Tarzan: The Epic Adventures (TV)
- 1996 : Le Dentiste (The Dentist)
- 1998 : Progeny - L'enfant du futur (Progeny)
- 1998 : Le Dentiste 2 (The Dentist 2)
- 2000 : Faust (Faust: Love of the Damned)
- 2003 : Beyond Re-Animator
- 2004 : Rottweiler
- 2005 : La Malédiction des profondeurs (Beneath Still Waters)
- 2010 : Amphibious 3D
- 2011 : 60 Seconds of Solitude in Year Zero (un segment d'une minute du film collectif)

### Scénariste
- 1986 : Aux portes de l'au-delà (From Beyond)
- 1989 : Chérie, j'ai rétréci les gosses (Honey, I Shrunk the Kids) (histoire originale)
- 1990 : Re-Animator 2 (Bride of Re-Animator)
- 1992 : Douce nuit, sanglante nuit 5 : Les Jouets de la mort (Silent Night, Deadly Night 5: The Toy Maker)
- 2003 : Beyond Re-Animator (non crédité)
- 2010 : Amphibious 3D, de Brian Yuzna

### Acteur
- 1994 : Necronomicon : Cabbie (wraparound)
- 1996 : Le Dentiste (The Dentist) de Brian Yuzna : Attendant
- 2003 : John 32 d'Eric Cherrière (court métrage)

### Producteur
- 1985 : Re-Animator, de Stuart Gordon
- 1986 : Aux portes de l'au-delà (From Beyond), de Stuart Gordon
- 1987 : Les Poupées (Dolls), de Stuart Gordon
- 1989 : Chérie, j'ai rétréci les gosses (Honey, I Shrunk the Kids), de Joe Johnston
- 1990 : Re-Animator 2 (Bride of Re-Animator), de Brian Yuzna
- 1991 : Mutronics (The Guyver), de Screaming Mad George et Steve Wang
- 1992 : Douce nuit, sanglante nuit 5 : Les Jouets de la mort (Silent Night, Deadly Night 5: The Toy Maker), de Martin Kitrosser
- 1993 : Ticks (Infested), de Tony Randel (vidéo)
- 1993 : Le Retour des morts-vivants 3 (Return of the Living Dead III), de Brian Yuzna
- 1994 : Necronomicon, de Christophe Gans, Shūsuke Kaneko et Brian Yuzna
- 1995 : Castle Freak, de Stuart Gordon
- 1995 : Crying Freeman, de Christophe Gans
- 2000 : Faust (Faust: Love of the Damned), de Brian Yuzna
- 2001 : Arachnid, de Jack Sholder
- 2001 : Dagon, de Stuart Gordon
- 2002 : Darkness, de Jaume Balagueró
- 2003 : Beyond Re-Animator, de Brian Yuzna
- 2004 : L'Enfer des loups (Romasanta), de Paco Plaza
- 2004 : Rottweiler, de Brian Yuzna
- 2005 : La Nonne (La Monja), de Luis De La Madrid
- 2005 : La Malédiction des profondeurs (Beneath Still Waters), de Brian Yuzna
- 2008 : Takut: Faces of Fear, de Robby Ertanto, Ray Nayoan et Mike Muliadro
- 2010 : Deep Water (Amphibious 3D), de Brian Yuzna

## Festivals
- Président du jury courts-métrages, 6e Festival International du Film Fantastique d'Audincourt,  Bloody week-end, en 2015[1].